# Diario di una casalinga inquieta
Diario di una casalinga inquieta (Diary of a Mad Housewife) è un film del 1970 tratto da un romanzo di Sue Kaufman e diretto dal regista Frank Perry, il quale si è avvalso per la sceneggiatura della collaborazione di sua moglie Eleanor.

## Trama
Tina Balser, trentenne istruita e casalinga frustrata di New York, è sposata con il petulante Jonathan, avvocato, che la tratta come una cameriera e la sminuisce continuamente. Anche le sue due figlie la tiranneggiano, seguendo l’esempio del padre. Per evadere da questa situazione Tina inizia una relazione con lo scrittore George Prager, uomo dalle maniere brusche e non meno insensibile di Jonathan. Anche la terapia di gruppo, a cui Tina ricorre per tentare di superare la sua abulia, si rivelerà deludente.

## Riconoscimenti
- 1971 - Golden Globe
  - Migliore attrice in un film commedia o musicale (Carrie Snodgress)
  - Migliore attrice debuttante (Carrie Snodgress)
- 1971 - Premio Oscar
  - Candidatura Miglior attrice protagonista a Carrie Snodgress
- 1970 - National Board of Review
  - Miglior attore non protagonista (Frank Langella)